# Kornowac
Kornowac (deutsch Kornowatz) ist ein Dorf in der Landgemeinde Kornowac im Powiat Raciborski der polnischen Woiwodschaft Schlesien. Das Dorf ist gleichzeitig auch Sitz der Gemeindebehörden.

## Geographische Lage
Kornowac liegt hoch über dem Odertal, weswegen es von vielen Menschen als guter Aussichtspunkt genutzt wird.

## Geschichte
Der Ortsname kommt von den Namen Garno und Vac – den Brüdern, die sich hier gesiedelt haben – oder von dem Wort koronaciec, was bedeutet in Form von einer Krone. Das Dorf wurde zum ersten Mal 1300 erwähnt. 1308 wurde das Dorf als Coronovatiz und Wurndorf durch den ratiborer Prinzen Leszek den Dominikanerinnen aus Ratibor zum Besitz gegeben. Nach den Aufständen in Oberschlesien wurde Kornowatz Grenzort, also stationierte hier die polnische Grenzwache.

## Sehenswertes
Sankt Johannes Kapelle aus dem 19. Jahrhundert im neogotischen Stil in der sich eine Johannes-Nepomuk-Statue befindet. die Kapelle wird von der örtlichen Bevölkerung "Świyntyjon' genannt.
Mutter Gottes Kapelle aus dem 19. Jahrhundert